# Sokolea, Busk
Sokolea (în ucraineană Соколя) este localitatea de reședință a comunei Sokolea din raionul Busk, regiunea Liov, Ucraina.

## Demografie
Componența lingvistică a localității Sokolea
     Ucraineană (100%)
Conform recensământului din 2001, toată populația localității Sokolea era vorbitoare de ucraineană (100%).